# Comuna Vrublivți, Camenița
Vrublivți (în ucraineană Врублівці) este o comună în raionul Camenița, regiunea Hmelnîțkîi, Ucraina, formată din satele Iaruha, Stanislavivka și Vrublivți (reședința).

## Demografie
Componența lingvistică a comunei Vrublivți
     Ucraineană (98,97%)
     Rusă (1,03%)
Conform recensământului din 2001, majoritatea populației comunei Vrublivți era vorbitoare de ucraineană (98,97%), existând în minoritate și vorbitori de rusă (1,03%).